# Lajjah
Lajjah (pendżabski/urdu: لیہ‬) – miasto w Pakistanie, w prowincji Pendżab. W 2017 roku liczyło 126 361 mieszkańców.